# Císařská jeskyně
Císařská jeskyně leží v Ostrovském žlebu na severovýchodním okraji Ostrova u Macochy v Moravském krasu. Bývala proto taky někdy nazývána jako „Ostrovská vodní jeskyně“.
Jeskyni objevil Johannes Anton Nagel, který prováděl první průzkum v roce 1748. O výzkum se zajímal i starohrabě Hugo František Salm, který zde roku 1804 uvedl císaře Františka I. a císařovnu Marii Terezu. Od té doby dostala jeskyně název „císařská“ a toto jméno zlidovělo. V roce 1904 a 1905 zde probíhal rozsáhlý výzkum, byly objeveny nové chodby, prostory, jezírka i dómy. Pro veřejnost byla otevřena v roce 1930. Součástí prohlídky byla i plavba na lodičkách. Roku 1933 byla ve skalním výklenku v jeskyni umístěna socha Panny Marie Lurdské a místo bylo nazýváno „Moravskými Lurdami“. Jeskyně byla v provozu až do roku 1952, kdy byla z důvodu častého zatopení vodou uzavřena.
Tehdy socha p. Marie zmizela a dodnes se po ní bezvýsledně pátrá. V roce 2001 zde byla umístěna sochá nová, která byla ze dřeva a ta v jeskyni trpěla chladem a vlhkostí. Proto byla roku 2005 pořízena socha nová – keramická. Jedenkrát do roka se zde koná pouť.
Jeskyni používá od roku 1997 dětská léčebna se speleoterapií v Ostrově u Macochy.

## Galerie

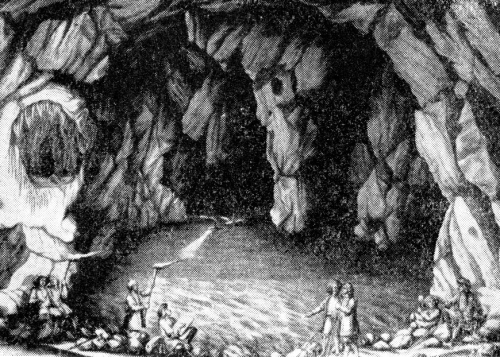
První výzkum Císařské jeskyně J. Nagelem roku 1748
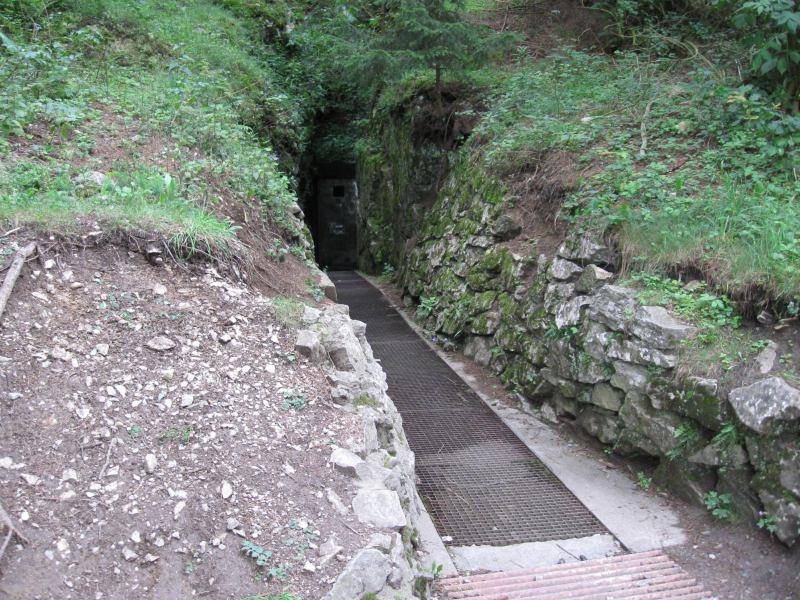
Vstup do Císařské jeskyně
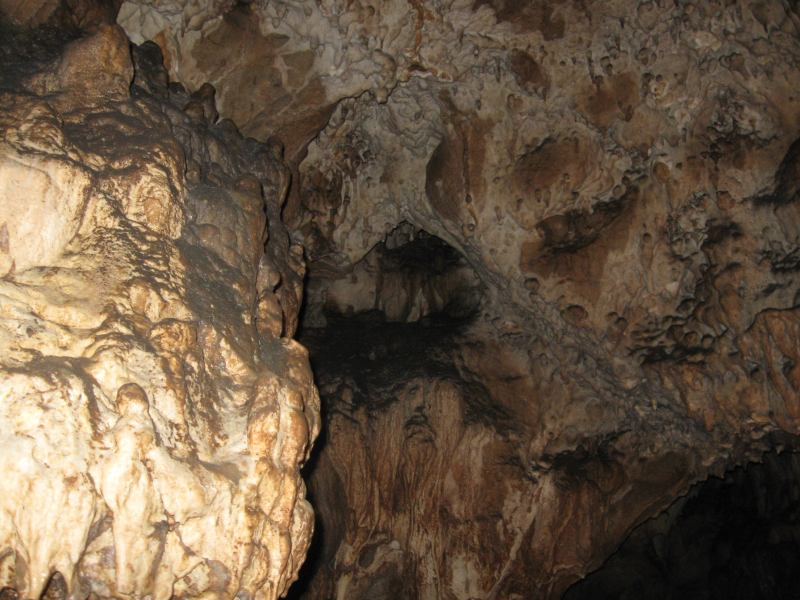
Krápníková výzdoba
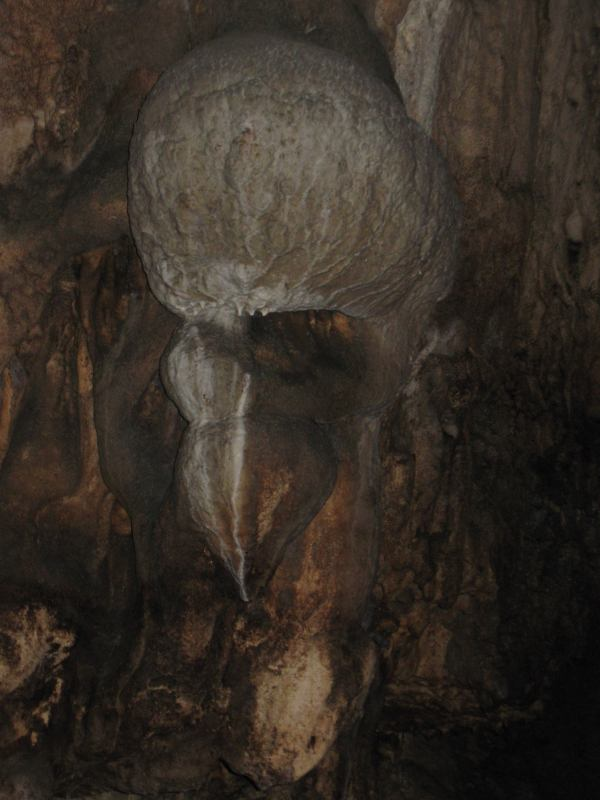
Krápníková výzdoba
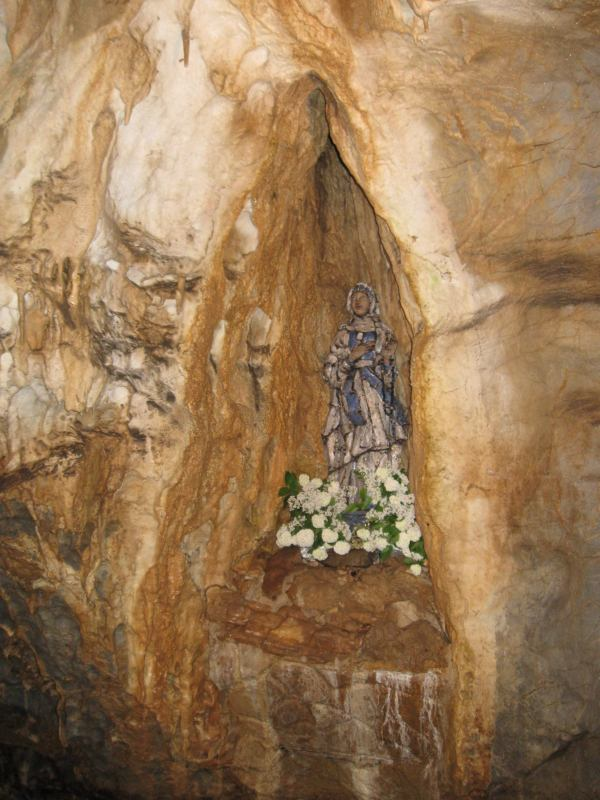
Panna Maria Lurdská
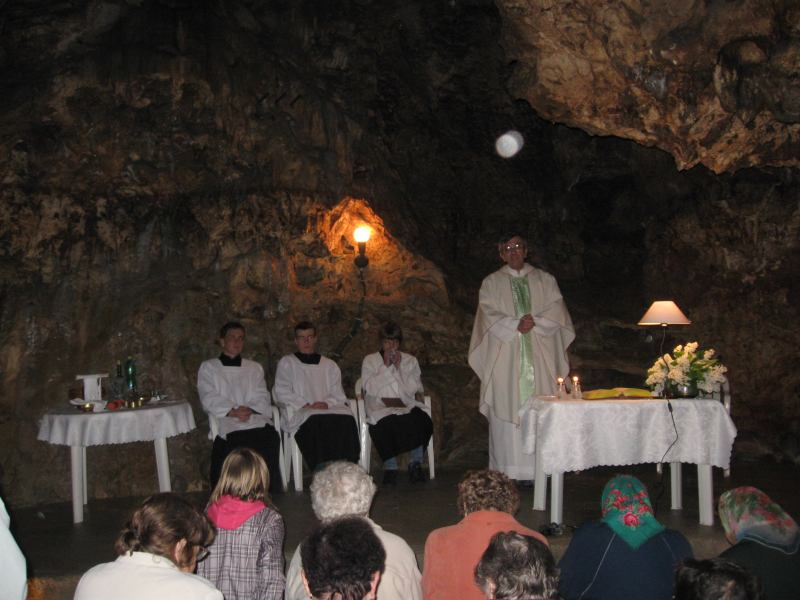
Mše svatá v jeskyni